# Bob ai XX Giochi olimpici invernali - Bob a due maschile
Nel bob ai XX Giochi olimpici invernali la gara del bob a due maschile si è disputata nelle giornate del 18 e 19 febbraio 2006 nella località di Cesana Torinese sulla pista Cesana Pariol.

## Record
I record della pista erano i seguenti:
| Tipo   | Data            | Squadra                                 | Tempo |
| ------ | --------------- | --------------------------------------- | ----- |
| Spinta | 22 gennaio 2005 | Canada Pierre Lueders / Lascelles Brown | 4"77  |
| Pista  | 22 gennaio 2005 | Svizzera Martin Annen / Beat Hefti      | 56"55 |

## Squadre qualificate
Potevano prendere parte alla gara i migliori 22 piloti classificati al termine della stagione 2005/06 di Coppa del Mondo, i migliori 4 della Coppa Europa e i migliori 2 della North-American Cup.
Ogni Comitato Olimpico Nazionale poteva schierare al massimo due equipaggi mentre la nazione ospitante aveva il diritto di schierarne almeno uno.
In accordo con quanto indicato, la FIBT annunciò la qualificazione alla gara delle seguenti compagini:
2 equipaggi:  Austria,  Canada,  Rep. Ceca,  Germania,  Italia,  Lettonia,  Romania,  Russia,  Svizzera e  Stati Uniti
1 equipaggio:  Australia,  Francia,  Regno Unito,  Ungheria,  Giappone,  Monaco,  Paesi Bassi, e  Slovacchia

## Classifica di gara[1]
| Pos. | Num. | Nazione         | Atleti                              | 1ª manche       | 2ª manche  | 3ª manche  | 4ª manche  | Totale  | Distacco |
| ---- | ---- | --------------- | ----------------------------------- | --------------- | ---------- | ---------- | ---------- | ------- | -------- |
|      | 4    | Germania-1      | André Lange Kevin Kuske             | 55"28 (TR)      | 55"73      | 56"01      | 56"36      | 3'43"38 |          |
|      | 6    | Canada-1        | Pierre Lueders Lascelles Brown      | 55"57           | 55"50 4"77 | 56"11      | 56"41 4"79 | 3'43"59 | +0"21    |
|      | 1    | Svizzera-1      | Martin Annen Beat Hefti             | 55"54           | 55"67      | 56"18 4"80 | 56"34 4"79 | 3'43"73 | +0"35    |
| 4    | 3    | Russia-1        | Aleksandr Zubkov Aleksej Voevoda    | 55"56 4"76 (SR) | 55"82      | 56"24      | 56"63      | 3'44"00 | +0"62    |
| 5    | 8    | Germania-2      | Matthias Höpfner Marc Kühne         | 55"56           | 55"82      | 56"24      | 56"63      | 3'44"25 | +0"87    |
| 6    | 9    | Lettonia-1      | Jānis Miņins Daumants Dreiškens     | 55"94           | 55"84      | 56"16      | 56"69      | 3'44"63 | +1"25    |
| 7    | 7    | Stati Uniti-1   | Todd Hays Pavle Jovanovic           | 55"81           | 55"72      | 56"31      | 56"88      | 3'44"72 | +1"34    |
| 8    | 5    | Svizzera-2      | Ivo Rüegg Cédric Grand              | 55"85           | 55"74      | 56"37      | 56"90      | 3'44"86 | +1"48    |
| 9    | 2    | Italia-1        | Simone Bertazzo Matteo Torchio      | 55"78           | 55"99      | 56"43      | 56"95      | 3'45"15 | +1"77    |
| 10   | 10   | Austria-1       | Wolfgang Stampfer Klaus Seelos      | 55"92           | 55"94      | 56"57      | 56"90      | 3'45"33 | +1"95    |
| 11   | 11   | Canada-2        | Serge Despres David Bissett         | 56"13           | 55"92      | 56"69      | 56"93      | 3'45"67 | +2"29    |
| 12   | 25   | Monaco-1        | Patrice Servelle Jeremy Bottin      | 56"21           | 56"13      | 56"67      | 57"08      | 3'46"09 | +2"71    |
| 13   | 14   | Italia-2        | Fabrizio Tosini Samuele Romanini    | 56"73           | 56"59      | 56"52      | 57"44      | 3'46"11 | +2"73    |
| 14   | 17   | Stati Uniti-1   | Steven Holcomb Bill Schuffenhauer   | 56"16           | 55"96      | 57"05      | 57"04      | 3'46"21 | +2"83    |
| 15   | 12   | Gran Bretagna-1 | Lee Johnston Dan Humphries          | 56"22           | 55"84      | 57"20      | 57"08      | 3'46"34 | +2"96    |
| 16   | 19   | Rep. Ceca-1     | Ivo Danilevič Roman Gomola          | 56"40           | 56"24      | 56"99      | 57"12      | 3'46"75 | +3"37    |
| 17   | 15   | Austria-2       | Jürgen Loacker Gerhard Köhler       | 56"29           | 56"22      | 57"07      | 57"69      | 3'47"27 | +3"89    |
| 18   | 16   | Russia-2        | Evgenij Popov Roman Orešnikov       | 56"56           | 56"50      | 56"98      | 57"29      | 3'47"33 | +3"95    |
| 19   | 18   | Paesi Bassi-1   | Arend Glas Sybren Jansma            | 56"70           | 56"54      | 56"95      | 57"17      | 3'47"36 | +3"98    |
| 20   | 13   | Lettonia-2      | Gatis Gūts Intars Dīcmanis          | 56"37           | 56"36      | 57"05      | 57"73      | 3'47"51 | +4"13    |
| 21   | 20   | Francia-1       | Bruno Mingeon Stephane Galbert      | 56"49           | 56"75      | 57"11      |            | 2'50"35 |          |
| 22   | 22   | Australia-1     | Jeremy Rolleston Shane McKenzie     | 56"77           | 56"59      | 57"22      |            | 2'50"58 |          |
| 23   | 27   | Nuova Zelanda-1 | Alan Henderson Matthew Dallow       | 56"61           | 56"79      | 57"46      |            | 2'50"86 |          |
| 24   | 21   | Romania-1       | Nicolae Istrate Adrian Duminicel    | 56"82           | 56"90      | 57"65      |            | 2'51"37 |          |
| 25   | 29   | Slovacchia-1    | Milan Jagnešák Viktor Rajek         | 56"81           | 57"12      | 57"81      |            | 2'51"74 |          |
| 26   | 26   | Romania-2       | Mihai Iliescu Levente Andrei Bartha | 57"22           | 57"09      | 57"63      |            | 2'51"94 |          |
| 27   | 23   | Giappone-1      | Suguru Kiyokawa Ryuichi Kobayashi   | 57"27           | 57"02      | 57"90      |            | 2'52"19 |          |
| 28   | 24   | Rep. Ceca-2     | Miloš Veselý Jan Kobián             | 56"93           | 57"49      | 58"28      |            | 2'52"70 |          |
| 29   | 28   | Ungheria-1      | Marton Gyulai Bertalan Pinter       | 57"25           | 57"36      | 58"40      |            | 2'53"01 |          |

Data: sabato 18 febbraio 2006

Ora locale 1ª manche: 17:30

Ora locale 2ª manche: 19:20

Data: domenica 19 febbraio 2006

Ora locale 3ª manche: 17:30

Ora locale 4ª manche: 19:20

Pista: Cesana Pariol

Legenda:
- in grassetto: migliori tempi di manche
- in corsivo grassetto: migliori tempi di spinta
- SR = record di spinta (start record)
- TR = record del tracciato (track record)
- DNS = non partiti (did not start)
- DNF = prova non completata (did not finish)
- DSQ = squalificati (disqualified)
- Pos. = posizione
- Num. = numero di gara (ordine di partenza nella 1ª manche)